# Desa Tegalsari (administrativ by i Indonesien, Jawa Barat, lat -6,64, long 107,33)
Desa Tegalsari är en administrativ by i Indonesien.   Den ligger i provinsen Jawa Barat, i den västra delen av landet, 70 km sydost om huvudstaden Jakarta.